# Meuser
Meuser (* 1947 in Essen), der seinen bürgerlichen Familiennamen streng geheim hält (sein Vorname lautet Nikolaus), ist ein deutscher Bildhauer und Objektkünstler.

## Leben und Werk
Meuser wuchs in Essen auf, wo sein Vater als Ingenieur in der Stahlindustrie arbeitete. Von 1968 bis 1976 studierte Meuser an der Staatlichen Kunstakademie Düsseldorf bei Joseph Beuys und Erwin Heerich und belegte nebenbei die Studiengänge Philosophie und Kunstgeschichte. 1978 widmete ihm die Galerie Arno Kohnen, Düsseldorf, die erste Einzelausstellung und 1991 hatte er eine Ausstellung in der Kunsthalle Zürich. Von 1992 bis 2015 hatte er eine Professur an der Staatlichen Akademie der Bildenden Künste Karlsruhe inne und nahm 1992 mit einigen Werken an der documenta IX in Kassel teil. Meuser lebt heute in Düsseldorf.
Seine aus Fundstücken entstandenen Skulpturen verarbeitet er zu Materialassemblagen, die sich zwischen Konstruktivismus, Konkreter Kunst, Abstrakter Malerei und Minimal-Art bewegen. Im Jahr 1985 erhielt er den Bremer Kunstpreis; der Kulturkreis der Deutschen Wirtschaft zeichnete seine Arbeiten mit ihrem Förderpreis ars viva 1991/92 aus.
Am 26. Mai 2018 wurde in Anwesenheit des Künstlers in seiner Heimatstadt Essen sein Werk Porscheplatz enthüllt. Standort ist der Glückauf-Park zwischen Rüttenscheider Straße und Bismarckstraße, schräg gegenüber dem Folkwang Museum und von dort über die Bismarckstraße hinweg sichtbar und erreichbar. Nach Ausführungen des Künstlers erinnert der Werksname an den Ort, an dem während seiner Kinderzeit in Essen die Kirmes – u. a. mit Schiffschaukeln – stattfand.

## Einzelausstellungen (Auswahl)
- Bei ihnen brannte noch Licht, Galerie Bärbel Grässlin, Frankfurt 2022
- Dr. Schlau und Dr. Schlauer, together with Jonathan Monk, Meyer Riegger Karlsruhe 2020
- Kann ich mich hier auch selbst einweisen?, Galerie Nordenhake Berlin 2017
- Gisela Capitain, Cologne 2016
- Galerie Bärbel Grässlin, Frankfurt am Main 2016
- Strubbel die Katz, Galerie Nathalie Obadia, Brussels 2015
- Herr Ober, zwei Doppelte, Galerie Nordenhake, Berlin 2014
- Sies + Höke, Düsseldorf 2013
- Und Erich Mittendrin, Galerie Nordenhake, Berlin 2012
- Knautsch, Städtische Galerie Karlsruhe, Karlsruhe 2011
- Wo ist oben?, Galerie Gisela Captain Cologne 2009
- Meuser – Die Frau reitet und das Pferd geht zu Fuß, Kunsthalle Düsseldorf, Düsseldorf 2008

## Gruppenausstellungen (Auswahl)
- Sammlung Viehof – Internationale Kunst der Gegenwart, Deichtorhallen, Hamburg 2016/2017
- Narrativas monumentales. Figuras, paisajes y rituales, Museo de Arte Contemporanéo Gas Natural Fenosa, A Coruña 2015
- Ruhe vor dem Sturm. Postminimalistische Kunst aus dem Rheinland, Museum Morsbroich, Leverkusen 2015
- Man in the Mirror, VanhaerentsArtCollection, Brüssel 2014
- Schlachtpunk. Painting in the Eighties, Kunsthalle Darmstadt, Darmstadt 2012
- FischGrätenMelkStand, Temporäre Kunsthalle Berlin, Berlin 2010
- Ruinöse Abstraktion, Bonner Kunstverein, Bonn 2007
- Faster! Bigger! Better!, ZKM | Museum für Neue Kunst & Medienmuseum, Karlsruhe 2006

## Sammlungen (Auswahl)
- Städtische Galerie Karlsruhe
- ZKM, Museum für Neue Kunst & Medienmuseum, Karlsruhe
- Städtisches Museum Abteiberg, Mönchengladbach
- Kunstraum Grässlin, St. Georgen
- Sammlung zeitgenössischer Kunst der Bundesrepublik Deutschland (Bundeskunstsammlung), Bonn

## Werke (Auswahl)
- 1994: Hänger, 2-teilig, Installationsmaß: 132 × 270 × 53 cm, Städtisches Museum Abteiberg, Mönchengladbach

## Galerie

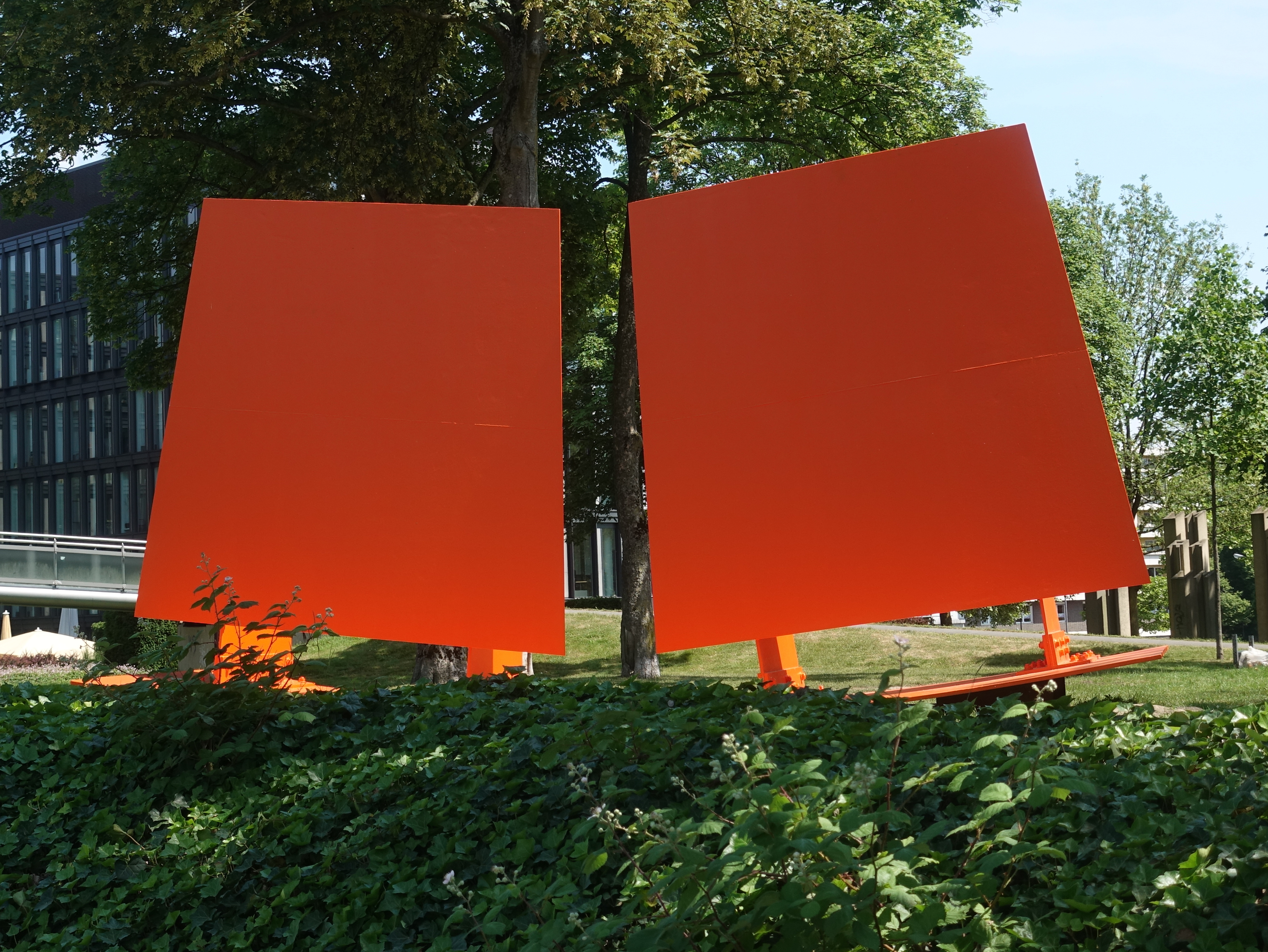
Porscheplatz im Glückauf-Park Essen zwischen Rüttenscheider Straße und Alfredstraße; Blick vom Folkwang Museum
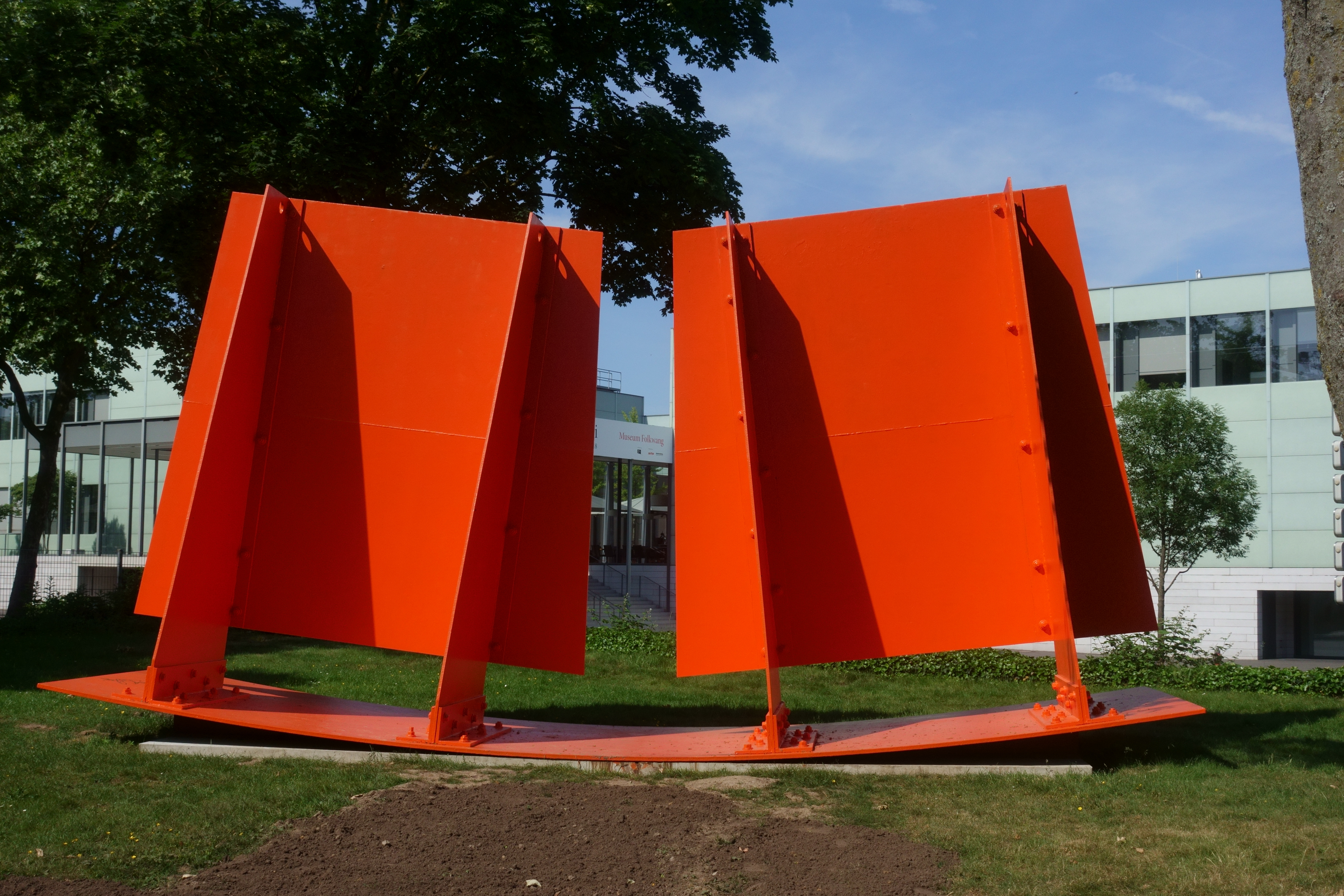
Porscheplatz im Glückauf-Park Essen zwischen Rüttenscheider Straße und Alfredstraße: Hintergrund Folkwang Museum
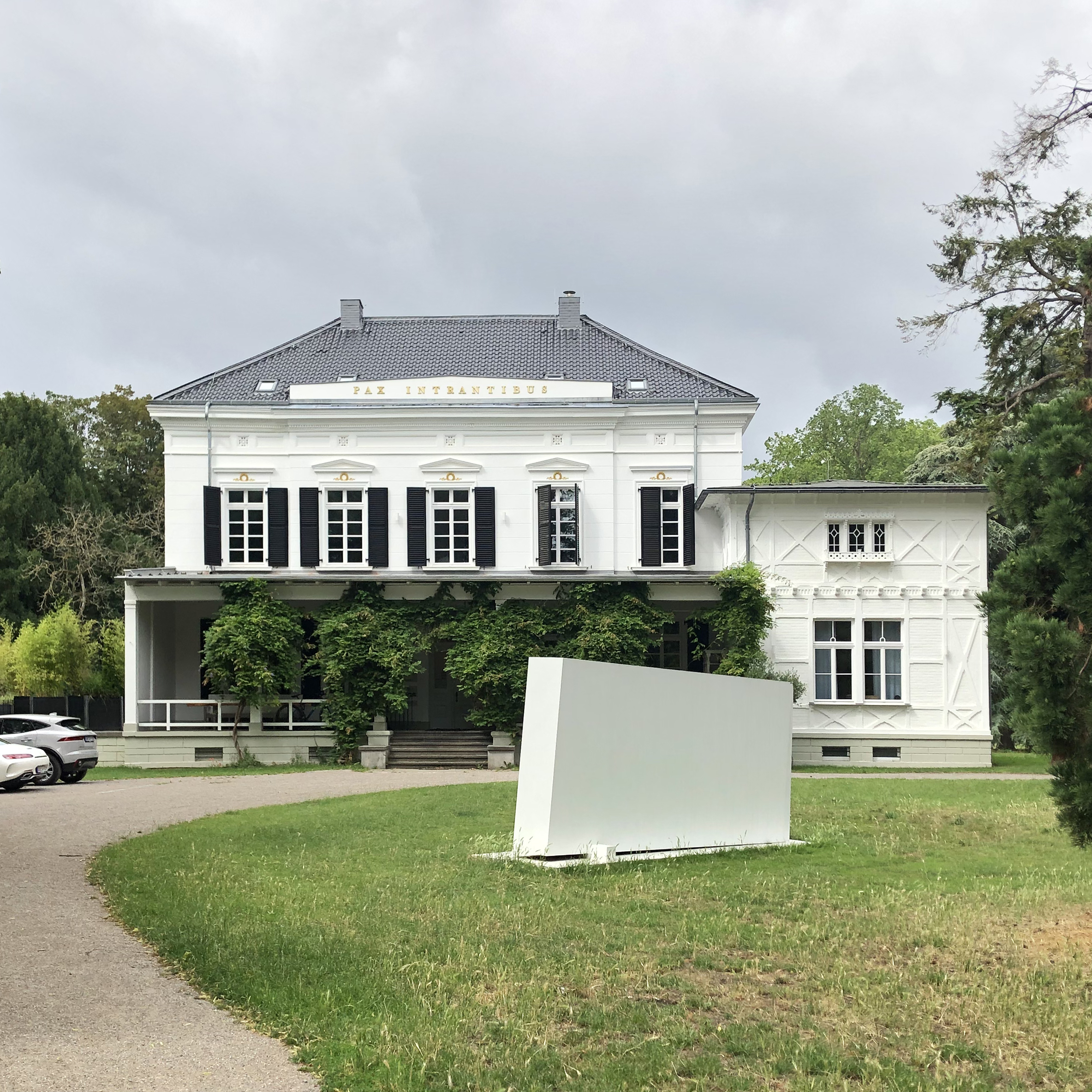
Dumme Kiste seit 2002 vor dem Herrenhaus im Lantz’schen Park, Düsseldorf-Lohausen